# 1896年夏季奥林匹克运动会体操比赛
1896年夏季奥林匹克运动会体操比赛是1896年夏季奥林匹克运动会的其中一个比赛项目，于1896年4月9日至11日在希腊雅典帕那辛納克體育場进行，來自9個國家的71名選手參加體操比賽。

## 獎牌榜
根据国际奥林匹克委员会的相关资料记载，当时的冠军会得到一枚银牌，其它名次则没有任何奖牌。
| 項目                  | 金牌 | 银牌                                                                                                 | 铜牌                                                                                         |
| 單槓 （詳細）         | 赫爾曼·魏因加特納 · 德国（GER） | 阿爾弗雷德·弗拉托 · 德国（GER）                                                                      | 沒有頒發                                                                                     |
| 雙槓 （詳細）         | 阿爾弗雷德·弗拉托 · 德国（GER） | 路易斯·楚特 · 瑞士（SUI）                                                                            | 沒有頒發                                                                                     |
| 鞍馬 （詳細）         | 路易斯·楚特 · 瑞士（SUI） | 赫爾曼·魏因加特納 · 德国（GER）                                                                      | 沒有頒發                                                                                     |
| 吊環 （詳細）         | 揚尼斯·米特羅普洛斯 · 希腊（GRE） | 赫爾曼·魏因加特納 · 德国（GER）                                                                      | 彼得羅斯·佩爾薩基斯 · 希腊（GRE）                                                            |
| 繩索攀登 （詳細）     | 尼古勞斯·安德里亞科普洛斯 · 希腊（GRE） | 托馬斯·克賽納基斯 · 希腊（GRE）                                                                      | 弗里茨·霍夫曼 · 德国（GER）                                                                  |
| 跳馬 （詳細）         | 卡爾·舒曼 · 德国（GER） | 路易斯·楚特 · 瑞士（SUI）                                                                            | 赫爾曼·魏因加特納 · 德国（GER）                                                              |
| 男子團體雙槓 （詳細） | 德国（GER） · 康拉德·伯克尔 · 阿尔弗雷德·弗拉托 · 古斯塔夫·弗拉托 · 格奥尔格·希尔马 · 弗里茨·曼陀菲尔 · 卡尔·诺伊基希 · 里夏德·罗施特尔 · 古斯塔夫·舒夫特 · 卡尔·舒曼 · 赫尔曼·魏因加特纳                 | 希腊 · 尼古勞斯·安德里亞科普洛斯 · 斯皮里宗·阿薩納索普洛斯 · 彼得羅斯·佩爾薩基斯 · 托馬斯·克賽納基斯 | 希腊 · 揚尼斯·赫里薩菲斯 · 揚尼斯·米特羅普洛斯 · 迪米特里奧斯·倫茲拉斯 · 菲利波斯·卡爾韋拉斯 |
| 男子團體單槓 （詳細） | 德国（GER） · 康拉德·伯克尔 · 阿尔弗雷德·弗拉托 · 古斯塔夫·弗拉托 · 格奥尔格·希尔马 · 弗里茨·霍夫曼 · 弗里茨·曼陀菲尔 · 卡尔·诺伊基希 · 里夏德·罗施特尔 · 古斯塔夫·舒夫特 · 卡尔·舒曼 · 赫尔曼·魏因加特纳 | 沒有頒發                                                                                             | 沒有頒發                                                                                     |